# Asystasia tanzaniensis
Asystasia tanzaniensis är en akantusväxtart som beskrevs av Ensermu och Vollesen. Asystasia tanzaniensis ingår i släktet Asystasia och familjen akantusväxter. Inga underarter finns listade i Catalogue of Life.